# Thor (Marvel Cinematic Universe)
Thor Odinson (lett. "Thor figlio di Odino"), più comunemente noto come Thor, e a volte con il suo titolo di Dio del tuono, è un personaggio interpretato da Chris Hemsworth nel media franchise del Marvel Cinematic Universe (MCU), basato sull'omonimo personaggio della Marvel Comics a sua volta ispirato all'omonima divinità norrena. Nella storia Thor è tra i più potenti degli asgardiani, un'antica civiltà aliena che gli umani considerano dei; è uno dei membri fondatori degli Avengers e successivamente prende parte come nuovo membro dei Guardiani della Galassia.
Thor è uno dei personaggi principali del MCU a partire dal suo esordio nell'omonimo film del 2011; inizialmente ha ricevuto un'accoglienza mista, ma il film Thor: Ragnarok (2017) è generalmente ritenuto il film che ha rinnovato positivamente Thor e la sua storia, portandolo a diventare uno dei personaggi preferiti del pubblico.

## Biografia del personaggio

### Primi anni
Thor è il figlio di Odino e Frigga e principe di Asgard insieme al fratello Loki (adottato, a insaputa di entrambi). Crebbe ascoltando storie di battaglie tra il suo regno e popoli avversari quali Giganti di Ghiaccio ed Elfi Oscuri, maturando una certa arroganza, impulsività e bellicosità dovuti alle sue grandi doti da guerriero. A causa dello stretto contatto con Midgard (la Terra), Thor e gli altri asgardiani vennero scambiati per delle divinità dai terrestri nell'antichità. Durante gli anni settanta del novecento, fece una scommessa con Loki che generò il mito di D. B. Cooper. La sua arma distintiva è il martello mistico Mjolnir, con cui padroneggia i suoi poteri da dio del tuono.

### L'esilio
Nel 2011, Thor sta per essere incoronato re di Asgard ma alcuni Giganti di Ghiaccio fanno irruzione nel regno per cercare di recuperare un antico manufatto rubato da Odino secoli prima. Furioso per l'annullamento della cerimonia, Thor va contro gli ordini del padre e si reca a Jotunheim per affrontare il re Laufey, facendosi accompagnare da Loki e dagli amici d'infanzia Sif e i Tre Guerrieri (Volstagg, Fandral e Hogun). Reagendo alle provocazioni di Laufey, Thor scatena uno scontro che mette in pericolo la sua vita e quella dei compagni fino all'intervento di Odino, che però non riesce a impedire l'annullamento della fragile tregua tra le razze. Odino punisce Thor per la sua arroganza spogliandolo del suo potere ed esiliandolo sulla Terra come un comune mortale; poi lancia un incantesimo su Mjolnir affinché possa essere impugnato solo da chi sarà degno del potere di Thor e spedisce anche l'arma sulla Terra. Thor atterra in Nuovo Messico, dove si imbatte nell'astrofisica Jane Foster, la stagista Darcy Lewis e lo scienziato Erik Selvig. Dopo aver tentato senza successo di recuperare Mjolnir, Thor si adegua alla vita sulla Terra e stringe una relazione con Jane, finché non viene raggiunto da Sif e i Tre Guerrieri che lo avvertono che Loki è salito sul trono di Asgard e che gli ha mentito riguardo alla morte di Odino. Il Distruttore si presenta e inizia a mettere in pericolo la cittadina, quindi Thor dà prova di essere cambiato offrendo la propria vita per risparmiare quella delle persone innocenti. Il Distruttore lo colpisce ferendolo mortalmente e ciò gli permette di riacquistare i suoi poteri e riprendere Mjolnir. Thor sconfigge l'automa e torna ad Asgard, dove combatte Loki. Quest'ultimo intende distruggere Jotunheim per porre fine alla guerra con il regno e Thor si vede costretto a distruggere il Bifrost per impedirglielo. Odino impedisce ai fratelli di precipitare nello spazio ma, sentendosi tradito dalla famiglia e rifiutato dal padre, Loki si lascia cadere nel vuoto e apparentemente muore. Thor si addolora per la perdita del fratello e l'impossibilità di tornare da Jane, facendo ammenda con Odino per le sue azioni passate.

### Gli Avengers
Nel 2012, Thor riesce a tornare sulla Terra grazie alla magia oscura con l'intenzione di recuperare Loki e il cubo mistico noto come Tesseract così da ricostruire il Bifrost. Dopo aver sequestrato il fratello dalla custodia di Tony Stark, Steve Rogers e Natasha Romanoff ed essersi scontrato con i primi due, decide di collaborare con loro portando Loki sulla base volante dell'organizzazione S.H.I.E.L.D., dove entra in conflitto con il resto della squadra in seguito alle discussioni causate dall'influenza dello scettro magico di Loki. Una squadra di agenti di Loki (guidata da Clint Barton, controllato mentalmente), attaccano la struttura e Thor salva Romanoff combattendo contro Bruce Banner, trasformatosi in Hulk a causa dello stress. Successivamente assiste all'uccisione dell'agente Phil Coulson per mano di Loki e viene scaraventato via dal velivolo; raggiunta New York, si unisce alla neonata squadra degli Avengers (composta da lui, Stark, Rogers, Romanoff, Banner e Barton) per fermare l'invasione dei Chitauri. Dopo aver chiuso il portale e sconfitto Loki, Thor prende il fratello in custodia e utilizza il Tesseract per teletrasportare entrambi ad Asgard.

### Battaglia contro gli Elfi Oscuri
Nel 2013, Thor riporta la pace nei Nove Regni dopo aver fermato i disordini causati dalla distruzione del Bifrost. Avvertito da Heimdall della misteriosa scomparsa di Jane, Thor torna sulla Terra e scopre che la donna è stata posseduta da una sostanza mistica, decidendo quindi di condurla ad Asgard per farla esaminare. Odino riconosce la sostanza come Aether, che una profezia associa a un evento catastrofico imminente. Gli Elfi Oscuri, guidati dal malefico Malekith, si risvegliano e attaccano Asgard in cerca dell'Aether; durante gli scontri, Frigga viene uccisa mentre protegge Jane. Dopo il funerale della madre, Thor si rende conto che Odino è precipitato nella follia e intende ingaggiare una guerra contro gli Elfi Oscuri senza badare alle perdite di vite asgardiane che ciò comporterà. Decide quindi di liberare Loki per giungere a Svartalfheim (patria degli Elfi Oscuri), promettendogli in cambio vendetta per la morte di Frigga. Giunti a Svartalfheim con Jane, i fratelli cercano di ingannare Malekith ma la creatura riesce ad assorbire l'Aether e se ne va; durante lo scontro, Loki viene ferito mortalmente mentre protegge Thor e Jane e si riappacifica con il fratello prima di spirare. Thor e Jane riesce a tornare a Londra attraverso un portale e il dio del tuono sconfigge Malekith in una battaglia a Greenwich. Dopodiché, rifiuta l'offerta di Odino di diventare re riferendogli del sacrificio di Loki, decidendo di diventare il protettore della Terra e riunendosi con Jane.

### Riunione negli Avengers e la battaglia di Sokovia
Nel 2015, Thor e gli Avengers fanno irruzione in una struttura dell'Hydra a Sokovia per recuperare lo scettro di Loki. Tornati a New York, Stark e Banner scoprono un'Intelligenza Artificiale contenuta nella gemma dello scettro e segretamente la utilizzano per completare un programma di difesa globale chiamato "Ultron", concepito da Stark. Tuttavia, l'Intelligenza Artificiale si rivolta contro i suoi creatori e fugge dopo aver rubato lo scettro. Gli Avengers rintracciano Ultron a Johannesburg, ma Wanda Maximoff sottomette con il suo potere Rogers, Romanoff e Thor; quest'ultimo allucina la distruzione di Asgard e lo scatenarsi incontrollato dei suoi poteri. La squadra si dirige alla casa di Barton per riprendersi dai traumi, ma Thor si separa da loro per andare a consultarsi con Selvig riguardo alla propria visione. Successivamente, Thor torna alla sede degli Avengers e contribuisce alla creazione di Visione, un corpo sintetico costruito da Ultron su cui Stark ha caricato l'intelligenza artificiale J.A.R.V.I.S.: il dio del tuono attiva il corpo con uno dei suoi fulmini e spiega ai compagni di aver visto nella sua visione la Gemma della mente incastonata sulla fronte dell'androide. Thor e la squadra tornano a Sokovia dove sconfiggono definitivamente Ultron. Alla nuova sede degli Avengers, Thor informa Rogers e Stark che intende ripartire per lo spazio in cerca di risposte sulle forze oscure che hanno manipolato gli eventi recenti e lascia la Terra mediante il Bifrost.

### Ragnarok
Nel 2017, Thor viene imprigionato a Muspelheim durante la sua ricerca delle Gemme dell'infinito. Il suo rapitore, il demoniaco Surtur, è predestinato a distruggere Asgard durante l'evento cataclismatico noto come Ragnarok; Thor lo sconfigge e recupera la corona che provocherebbe l'inizio della devastazione se bruciata nella Fiamma Eterna nelle cripte di Odino. Poi torna ad Asgard e scopre che Loki è ancora vivo e si è camuffato nel loro padre negli ultimi anni. I due fratelli tornano a New York per cercare Odino e, con l'aiuto dello stregone, il dottor Stephen Strange, lo rintracciano in Norvegia. Il padre degli dei è in fin di vita e rivela loro l'imminente arrivo della loro malvagia sorella Hela, prima di riappacificarsi con i figli e spirare serenamente. Hela si palesa e distrugge Mjolnir, inseguendo i due fratelli tramite il Bifrost e gettandoli nello spazio. Thor si schianta sul pianeta Sakaar e viene catturato da Valchiria, ex membro dell'omonimo ordine di guerriere protettrici di Asgard, per diventare un gladiatore al cospetto del Gran Maestro. Thor si ricongiunge con Hulk, scomparso dalla Terra dopo gli eventi di Sokovia, e fugge da Sakaar con lui e Valchiria per tornare ad Asgard e combattere Hela. Loki si presenta per aiutare l'evacuazione degli asgardiani e Thor, duramente provato dallo scontro con la sorella (durante il quale perde un occhio) ha una visione di Odino grazie alla quale capisce che il suo vero potere non deriva da Mjolnir. Capisce che l'unico modo per uccidere Hela è causare il Ragnarok, quindi Loki scatena Surtur affinché distrugga Hela insieme ad Asgard, mentre i profughi asgardiani si danno alla fuga. Thor viene incoronato re e decide di portare il suo popolo sulla Terra.

### La guerra dell'infinito
Durante il viaggio sull'astronave, Loki esprime preoccupazione per l'accoglienza che gli verrà riservata sulla Terra; mentre Thor lo rassicura, vengono intercettati da una nave spaziale guidata da Thanos. L'Ordine Nero uccide parte dei passeggeri, mentre Thanos in persona sconfigge Hulk e Thor, torturando quest'ultimo con la Gemma del potere per costringere Loki a cedergli il Tesseract, contenente la Gemma dello spazio. Heimdall riesce a inviare Hulk sulla Terra prima di essere ucciso dal Titano Pazzo, che subito dopo soffoca Loki e lascia Thor a piangere sul corpo del fratello per poi distruggere l'astronave. Thor viene salvato dai Guardiani della Galassia (Star-Lord, Gamora, Drax il Distruttore, Rocket Raccoon, Groot e Mantis) e spiega loro le intenzioni di Thanos di usare le Gemme dell'infinito. Accompagnato da Rocket e Groot, decide di dirigersi a Nidavellir per chiedere l'aiuto dei nani e costruire un'arma con cui uccidere Thanos; durante il viaggio, il procione gli regala un occhio bionico con cui sostituire quello perso. Il trio scopre che Thanos ha ucciso quasi tutti i nani di Nidavellir tranne il loro re Eitri, per costringerli a costruirgli un guanto con cui contenere le Gemme dell'infinito. Il gruppo lavora insieme e fabbrica l'ascia Stormbreaker, che conferisce a Thor anche il potere di usufruire del Bifrost. Thor, Rocket e Groot vanno in Wakanda, sulla Terra, per assistere gli Avengers e i loro alleati nella battaglia contro l'Ordine Nero e gli Outriders, ribaltando le sorti della battaglia. Thor riesce a ferire gravemente Thanos quando ha appena conquistato tutte le Gemme dell'infinito ma, non uccidendolo al primo colpo, il titano riesce a sterminare metà popolazione dell'universo prima di teletrasportarsi via. Thor assiste con Rogers alla scomparsa di Bucky Barnes, segno che Thanos ha compiuto il misfatto.
Tre settimane dopo il Blip, Thor e gli Avengers superstiti (con l'aggiunta di Carol Danvers e Nebula), raggiungono Thanos per sequestrargli le Gemme e invertire gli effetti delle sue azioni; scoprono però che il titano le ha distrutte e Thor, in un impeto di furia, lo decapita.
Nei cinque anni successivi, Thor raggiunge gli asgardiani sopravvissuti e fonda una colonia chiamata "Nuova Asgard" a Tønsberg, in Norvegia. Tuttavia, il peso del suo fallimento lo porta a deprimersi, ingrassando notevolmente e cadendo nell'alcolismo oltre a isolarsi dal suo popolo. Nel 2023, Rocket e Banner lo raggiungono per convincerlo a riunirsi alla squadra e prendere parte a un viaggio nel tempo con il Regno quantico per recuperare le Gemme dell'infinito e invertire il Blip. Thor torna con Rocket ad Asgard nel 2013 e ha modo di parlare nuovamente con sua madre, che lo incoraggia a non arrendersi, oltre che a recuperare Mjolnir. Tornati nel presente, si apprende che Romanoff è morta per prendere la Gemma dell'anima e Thor inizialmente cerca di convincere la squadra che è possibile riportarla indietro, seppur Barton lo neghi. Banner usa le Gemme per riportare in vita gli scomparsi ma subito dopo una versione del 2014 di Thanos con il suo esercito si palesa e distrugge la sede degli Avengers. Thor, Rogers e Stark lo combattono e Rogers si dimostra degno di bandire Mjolnir. Con la comparsa degli alleati degli Avengers e dei Guardiani della Galassia, la squadra combatte Thanos per l'ultima volta e riescono a vincerlo con il sacrificio di Stark. Thor partecipa al funerale del compagno, nomina Valchiria nuova sovrana di Asgard e decide di unirsi ai Guardiani della Galassia per partire alla volta dell'universo.

### Lo scontro con Gorr il Macellatore di Dei
Viaggiando con i Guardiani della Galassia (Star-Lord, Drax il Distruttore, Rocket Raccoon, Groot, Mantis e Nebula) in giro per gli spazi Thor si rimette in forma, pur continuando a essere tormentato dai lutti subiti in passato. Venuto a sapere da una ferita Sif che uno spietato e vendicativo killer galattico chiamato Gorr il Macellatore di Dei si sta muovendo per l'universo uccidendo varie divinità, Thor si separa dai Guardiani per rintracciarlo. Quando il Macellatore di Dei attacca Nuova Asgard, il Dio del Tuono giunge sulla Terra e scopre che Jane Foster, la quale lo aveva lasciato otto anni prima, è entrata in possesso del ricostruito Mjolnir, acquisendo i poteri di Thor. Gorr rapisce i bambini asgardiani per condurli al Reame delle Ombre, e pertanto Thor parte con Valchiria, Korg e Jane alla volta di Omnipotence City, dimora di Zeus, per chiedergli aiuto. Quest'ultimo rifiuta con arroganza di intervenire e lo cattura, così Thor lo ferisce e gli ruba la sua magica Folgore; tuttavia il successivo scontro con Gorr nel Reame delle Ombre non va a buon fine e Valchiria rimane ferita. Thor apprende che Jane, a cui ha confessato il suo amore, sta morendo di cancro e che le trasformazioni temporanee concesse da Mjolnir indeboliscono la sua forma mortale, impedendole di guarire. Thor decide pertanto di partire da solo per il centro dell'universo in modo da fermare Gorr, riuscendo però a salvare i bambini solo grazie all'intervento provvisorio di Jane, la quale si trova ormai in fin di vita; insieme i due Thor distruggono l'arma magica di Gorr, la Necrospada, che lo stava avvelenando. Gorr riesce comunque a sfruttare Stormbreaker per raggiungere l'entità cosmica nota come l'Eternità, in grado di esaudire qualunque desiderio, ma, rinsavendo dall'influenza maligna della Necrospada grazie a Thor, prima di morire desidera che non ci sarà più l'estinzione di tutti gli Dei ma che sua figlia Love torni in vita. Thor assiste Jane nei suoi ultimi istanti di vita, per poi tornare a Nuova Asgard con Mjolnir, deciso ad occuparsi di Love, la figlia di Gorr, a cui dona lo Stormbreaker.

## Versioni alternative
Diverse Varianti alternative del personaggio sono presenti nella serie televisiva Loki e nella serie animata What If...?.

### Loki
- Nell'episodio Viaggio nel mistero, all'interno della dimensione Vuoto si intravede una Variante Thor con le fattezze di una rana chiuso in un barattolo sotto terra, che cerca inutilmente di raggiungere Mjolnir.
- Nello stesso episodio, la Variante bambina di Loki afferma di aver ucciso Thor nel suo universo.

### What If...?
- Nella terza puntata, ambientata in un 2011 alternativo, Thor si introduce nella base dello S.H.I.E.L.D. nel Nuovo Messico per recuperare Mjolnir, ma viene ucciso da una freccia apparentemente scoccata da Clint Barton; successivamente si scopre che la sua morte è stata orchestrata da Hank Pym affinché Thor non potesse essere reclutato tra gli Avengers.
- Nella settima puntata, Thor è cresciuto come figlio unico e ha maturato un carattere infantile e festaiolo. Quando Odino si addormenta, organizza una festa intergalattica sulla Terra che rischia di provocare distruzione, a tal punto che lo S.H.I.E.L.D. chiama Carol Danvers per scacciarlo; quando Thor la sconfigge, Jane Foster contatta Frigga per convincere Thor a ritirarsi affinché lo S.H.I.E.L.D. non lo feriscano gravemente o uccidano pur di fermarlo. Thor riesce a sistemare i danni causati prima che torni Frigga e stringe un legame amichevole con la Terra. Riesce a ottenere un appuntamento con Jane, ma subito dopo assiste all'arrivo di Ultron e il suo esercito da un altro universo. Tale Variante Thor viene successivamente prelevata dall'Osservatore che lo designa come uno dei Guardiani del Multiverso; Thor contribuisce al combattimento contro Ultron, dopodiché torna nel suo universo e si ricongiunge con Jane.
- In un 2015 alternativo, Ultron riesce con successo a caricare la sua coscienza nel corpo in vibranio di Visione e Thor viene ucciso dall'androide insieme a Banner, Stark e Rogers quando cercano di fermarlo.

## Caratterizzazione
Riguardo alla sua interpretazione, Hemsworth affermò che per umanizzare e mantenere reale il personaggio si informarono molto sui fumetti, ma cercarono anche di concentrarsi sulla sua identità e sul suo rapporto con gli altri nelle singole scene. Per le sue scene d'azione si ispirarono a pugili come Mike Tyson, dallo stile sia brutale che aggraziato. Dakota Goyo interpreta Thor da bambino nel primo film.
Per The Avengers, Hemsworth affermò di essere stato capace di mantenere il fisico costruito per le riprese di Thor attraverso una alimentazione congrua, consistente di petto di pollo, pesce, bistecche e uova ogni giorno. Alla domanda sulle quantità, dichiarò "Il mio introito proteico è decisamente molto!". Sulla motivazione di Thor, ha rinnovato il commento che "è molto più di personale, nel senso che è sempre suo fratello a mescolare le cose. Considerando tutti gli altri, Thor è un po' il cattivo ragazzo che tutti devono abbattere. Si tratta di un approccio diverso per me, o per Thor. Deve continuamente combattere il bene più grande e quello con cui deve sfidarsi è il suo fratellino… A volte sono sempre stato frustrato con i miei fratelli, o la famiglia, ma io sono l'unico a cui è permesso di essere arrabbiato con loro. C'è un po' di tutto questo".
Secondo Hemsworth, in Thor: The Dark World ci sono ancora delle domande senza risposta riguardo Thor e Jane, dal momento che i due non si sono ricongiunti in The Avengers, e che si arriva alla fine del conflitto con Loki. Aggiunse che il viaggio di Thor prosegue dalla conclusione del primo film, in particolar modo riguardo alla sua responsabilità di salire al trono. L'attore apprezzò notevolmente il ruolo di Thor nel film, poiché vengono esplorate le sue qualità umane e il suo lato vulnerabile.
In Age of Ultron Thor inizia a considerare la Terra casa propria dopo essersi stabilito al termine di The Dark World, tanto da considerare la minaccia di Ultron come un attacco personale. Hemsworth dichiarò che dovette lavorare maggiormente per portare nuovi elementi al personaggio evitando di ripetersi, concedendogli spazio per renderlo più "umano" mostrandolo a una festa in abiti civili. L'attore notò che le motivazioni di Thor nel film erano completamente diverse, poiché per la prima volta non interagisce con Loki.
Poco prima degli eventi di Thor: Ragnarok, Thor venne descritto come un "pistolero solitario" alla ricerca delle Gemme dell'infinito. Hemsworth ormai si riteneva un po' annoiato con il personaggio ed espresse il desiderio di correre dei rischi e sperimentare, ragion per cui nel film Thor subisce un rinnovo estetico e caratteriale: diventa più umoristico, gli vengono tagliati i capelli, modificato il costume, perde un occhio e Mjolnir, la sua arma distintiva, viene distrutta. Il regista Taika Waititi spiegò che "spogliare" in tal modo il personaggio contribuì alla rappresentazione del rifugiato che diventa alla fine del film. Waititi diede una personalità più divertente a Thor per sfruttare il talento comico di Chris Hemsworth già visto in film come Come ti rovino le vacanze e Ghostbusters; il personaggio fu influenzato dall'interpretazione di Kurt Russell come Jack Burton in Grosso guaio a Chinatown.
Gli eventi di Infinity War si svolgono sulla scia di Ragnarok, trovando Thor in una situazione emotiva molto profonda e interessante, con "una reale motivazione". Su raccomandazione di Hemsworth, gli sceneggiatori Christopher Markus e Stephen McFeely hanno consultato Waititi e lo sceneggiatore Eric Pearson per riuscire a riprendere gli elementi comici e tragici del Thor rivisitato in Ragnarok. Joe Russo disse che Thor ha l'arco narrativo dell'eroe in Infinity War, in diretta opposizione alla motivazione di Thanos, e che sarebbe stato lui il protagonista del film se fosse riuscito a uccidere il titano. Nonostante ciò, furono sollevate alcune critiche riguardo alla direzione presa dal personaggio, considerata "un passo indietro" rispetto al film precedente: in Ragnarok Thor apprende che il suo potere non viene da Mjolnir e che la vera forza si trova dentro di lui, ma per gran parte di Infinity War persegue la creazione di un'arma più potente.
Dopo aver fallito nell'impresa di uccidere Thanos in Infinity War, Thor diventa re dei rifugiati asgardiani insediati a Tønsberg (in Norvegia) ma si deprime, diventando un alcolizzato e ingrassando notevolmente. Hemsworth, in riferimento al drastico cambiamento del personaggio, spiegò di aver voluto fare qualcosa di diverso in ogni film per Thor, specialmente per quanto riguarda i due relativi alla guerra dell'infinito, discutendo a lungo per capire fin dove potevano spingersi. Anthony Russo riconobbe che, nonostante il modo scherzoso con cui ci si approccia alle condizioni fisiche di Thor nel film, rappresenta il livello di dolore e depressione a cui si trova il personaggio. Affermò che l'arco narrativo di Thor è il suo preferito nella pellicola, lodando la capacità di Hemsworth di bilanciare il suo talento comico con lo stato emotivo del personaggio. L'attore si sottopose quotidianamente a circa tre ore di trucco per il ruolo, oltre a dover indossare una tuta protesica di silicone sul set, ragion per cui sul set si soprannominò "Thor Lebowski". Inizialmente era previsto che Thor tornasse alla sua prestante forma fisica nel corso di Endgame, ma Hemsworth insistette affinché il personaggio rimanesse con il suo aspetto trasandato.
Thor è noto per avere una serie di difetti caratteriali che occasionalmente guidano degli importanti eventi del MCU; all'inizio della storia la sua impulsività e arroganza lo portano a essere bandito sulla Terra e al conseguente incontro di Loki con Thanos che poi porta alla nascita degli Avengers. L'esperienza dell'esilio rende Thor una persona più umile e volta al sacrificio, sebbene mostri ancora dei momenti impulsivi come quando attacca Tony Stark e Steve Rogers al loro primo incontro in The Avengers.
Un'analisi femminista del personaggio ha notato che, nonostante il comportamento arrogante, Thor comunque non sminuisce mai le donne, in netto contrasto con il donnaiolo Tony Stark.

### Aspetto
L'aspetto di Thor ha subito diversi cambiamenti da un film all'altro; nel primo, il supervisore dello sviluppo visivo Charlie Wen ha mescolato elementi dei fumetti con quelli della mitologia norrena nella creazione del costume di Thor, mantenendo i sei ornamenti a forma di disco sulla parte superiore del corpo ma cercando comunque di mantenere l'abbigliamento in stile "nordico". Il primo design realizzato fu il martello dell'eroe, Mjolnir, per il quale furono suggerite diverse versioni tra cui una tradizionale con il manico corto e una Ultimates; Branagh scelse quello più tradizionale. Per The Avengers, il costume di Thor fu leggermente modificato affinché si adattasse meglio agli altri membri della squadra, per rendere più naturali i suoi movimenti e il suo aspetto nelle scene maggiormente "rilassate". Tra le modifiche apportate al suo costume sono inclusi un ampliamento dei toni di blu e una riduzione delle dimensioni del mantello. Alcuni tentativi di mostrare Thor vestito con "abiti di strada" su Midgard (in Age of Ultron) sono stati criticati in quanto ritenute di "averlo fatto sembrare una comparsa in Singles - L'amore è un gioco di Cameron Crowe.

## Concezione e sviluppo
Thor ha debuttato come supereroe della Marvel Comics nel numero 83 della serie a fumetti antologica Journey into Mystery (nell'agosto 1962), creato dall'editore Stan Lee, dallo sceneggiatore Larry Lieber e dal disegnatore Jack Kirby. Kirby spiegò di aver creato Thor per la Marvel poiché conosceva i miti norreni essendo sempre stato un amante delle leggende, motivo per cui "mise un costume supereroistico" lasciando però invariato il personaggio. Lee e Kirby inclusero Thor nel primo numero dei Vendicatori (nel settembre 1963) come membro fondatore della squadra di eroi. Una versione in carne ed ossa del personaggio apparve per la prima volta nel film per la televisione del 1988 La rivincita dell'incredibile Hulk. Da allora ci sono state altre proposte di realizzare degli adattamenti cinematografici live action; a metà degli anni 2000 Kevin Feige si rese conto che la Marvel era ancora in possesso dei diritti dei membri principali dei Vendicatori, tra cui Thor. Feige, "fanboy" autoproclamato, desiderava creare un universo condiviso come gli autori Stan Lee e Jack Kirby avevano fatto con i loro personaggi fumettistici nei primi anni sessanta.
Mark Protosevich, un fan dei fumetti di Thor, accettò di scrivere la sceneggiatura per un film nell'aprile 2006 e il progetto passò alla Paramount Pictures dopo aver acquistato i diritti dalla Sony. Nel dicembre 2007, Protosevich affermò che era nei suoi piani realizzare una storia di origine di supereroi incentrata non su un umano che ottiene i suoi poteri, ma su un dio che realizza il suo vero potenziale: nello specifico, "un dio dell'Antico Testamento che diventa un dio del Nuovo Testamento". I Marvel Studios ingaggiarono Matthew Vaughn come regista del film e quest'ultimo riscrisse la sceneggiatura di Protosevich per ridurre il budget. Nel settembre 2008, Kenneth Branagh entrò in trattative per dirigere il film e nel dicembre 2008 confermò la sua assunzione. Il regista descrisse la storia come "una storia umana al centro di un grande scenario epico". Nell'ottobre del 2008 a Daniel Craig fu offerto il ruolo da protagonista, ma alla fine rifiutò essendo già impegnato nel franchise di James Bond.
Nel maggio del 2009, il venticinquenne Chris Hemsworth entrò in trattative per interpretare Thor dopo essere stato inizialmente rifiutato. Anche il fratello di Hemsworth, Liam, fece un provino per il ruolo, ma non venne accettato da Kevin Feige. Feige riferì che il film si sarebbe svolto sia ad Asgard che sulla Terra ai giorni nostri, ma che non sarebbe stato incluso il dottor Donald Blake, alter ego umano di Thor nei fumetti. Hemsworth affermò di aver guadagnato 9 kg per il ruolo tramite una rigida dieta, iniziando ad allenarsi con i pesi per ottenere la forma fisica necessaria.

## Differenze dai fumetti
Principale divergenza dai fumetti è l'assenza di Donald Blake, alter ego mortale di Thor: nella versione cartacea, quando Odino punisce il figlio inviandolo sulla Terra, lo inserisce nel corpo del medico mite, giovane, gracile e invalido Donald Blake; nel corso di una linea narrativa della durata di anni, Blake opera sulla Terra come medico imparando a essere più umile e altruista e occasionalmente riacquisisce l'identità di Thor per combattere determinati pericoli. Nell'MCU, Thor viene esiliato mantenendo intatto il suo corpo e la memoria e diventa nuovamente degno di tornare ad Asgard dopo un'avventura di qualche giorno; l'identità di Donald Blake è solo un easter egg utilizzato nel film per scagionare Thor sotto falso nome. Nei fumetti, Jane Foster è un'infermiera che assiste Donald Blake nel suo ambulatorio; nei film è un'astrofisica che lo incontra al suo arrivo sulla Terra. Nel MCU la relazione tra Thor e Loki è più ambigua rispetto ai fumetti e i due, nonostante le ostilità, sono legati da un profondo affetto reciproco.
Nei fumetti Stormbreaker viene creato da Eitri su ordine di Odino per essere consegnato a Beta Ray Bill dopo che quest'ultimo sconfigge Thor in un combattimento per decretare chi deve brandire Mjolnir, mentre nei film Thor stesso contribuisce alla costruzione di Stormbreaker dopo che il martello viene distrutto da Hela, con l'intenzione di usare l'ascia per combattere Thanos.
Nella versione cartacea Thor ha una relazione amorosa altalenante con Sif, che non sembra concretizzarsi nei film; inoltre, nei fumetti, è Gea la sua madre naturale, non Frigga, ed Hela non è sua sorella ma sua nipote, essendo figlia di Loki. Nei film è assente Angela, sorella di Thor nei fumetti, e il suo amico Balder.
Altro cambiamento rispetto ai fumetti è la decisione di Thor di prendere parte dei Guardiani della Galassia.

## Accoglienza
Nonostante l'interpretazione di Hemsworth sia stata elogiata, il personaggio di Thor è stato inizialmente accolto in modo più tiepido rispetto agli altri Avengers; è stato affermato che, prima di Ragnarok, Thor è stato descritto come "un personaggio simpatico ma maldestro usato principalmente per tirare pugni e come bersaglio di battute", ritenendo i film incentrati su di lui come "i meno divertenti dei Marvel Studios". In particolare, The Dark World è stato criticato a causa della mancanza di sviluppo del protagonista, che ha portato l'entusiasmo del pubblico verso di lui a scemare notevolmente. Al contrario, Thor: Ragnarok è stato ben accolto dalla critica, tanto da essere definito come il "salvavita" del franchise di Thor. Nella sua recensione di Avengers: Endgame, Joe Morgenstern del Wall Street Journal ha definito Thor "accattivante", nonostante lo spreco di alcuni elementi e "la limitazione della gamma recitativa drammatica di Hemsworth".

### Fat Thor
Fat Thor (letteralmente "Thor grasso") è il soprannome dato alla rappresentazione di Thor nel film Avengers: Endgame come un alcolizzato depresso e obeso. Ci sono state accuse di shaming nei suoi confronti, dato che le condizioni di Thor non vengono mai prese sul serio dagli altri personaggi e lo rendono anzi bersaglio di battute; molti spettatori e critici hanno disapprovato la scelta di rendere lo stato fisico ed emotivo di Thor come dispositivo di umorismo nella storia invece di trattarlo con il dovuto rispetto e comprensione.
Al contempo, la rappresentazione di tali problemi nel personaggio ha ricevuto l'approvazione della critica per aver affrontato il tema della salute mentale; fu proprio Hemsworth a opporsi all'idea di far tornare Thor muscoloso a metà del film. Joe Morgenstern del Wall Street Journal elogiò l'interpretazione dell'attore in Endgame.
Per tale ruolo, Chris Hemsworth ha ricevuto diversi premi: ha vinto il Teen Choice Awards star scelta in un film estivo, il People's Choice Awards come star preferita in un film d'azione, il MTV Movie Award al miglior combattimento (per The Avengers), il People's Choice Awards come attore preferito in un film d'azione (per Age of Ultron) e il Teen Choice Award come miglior attore in un film sci-fi (per Thor: Ragnarok), oltre a ricevere numerose candidature.